# Hierodula versicolor
Hierodula versicolor är en bönsyrseart som beskrevs av Henry 1932. Hierodula versicolor ingår i släktet Hierodula och familjen Mantidae. Inga underarter finns listade i Catalogue of Life.